# Wolfgang Ommerborn
Wolfgang Ommerborn (* 30. März 1952 in Gelsenkirchen) ist ein deutscher Sinologe und Romanautor.

## Leben
Ommerborn absolvierte zunächst eine Handwerkerlehre, arbeitete einige Zeit als Sachbearbeiter und legte nach dem Besuch des Abendgymnasiums in Gelsenkirchen das Abitur ab. Er studierte an der Ruhr-Universität Bochum Sinologie und Philosophie sowie mit einem DAAD-Stipendium am Spracheninstitut in Peking Modernes Chinesisch und an der Universität Nanjing Chinesische Philosophie und Klassisches Chinesisch.
Nach dem Abschluss des Magisterstudiums 1983 an der Universität Bochum wurde er 1987 zum Dr. phil. promoviert und habilitierte sich im Jahr 1994 in Sinologie. Ab 1984 arbeitete er als wissenschaftlicher Mitarbeiter, Lektor und Lehrbeauftragter unter anderem an der Universität Bochum, der Heinrich-Heine-Universität Düsseldorf, der Universität Witten/Herdecke und der Universität zu Köln. Im Jahr 2000 hatte er eine Lehrstuhlvertretung an der Johann Wolfgang Goethe-Universität Frankfurt am Main. Im Jahr 2000 erfolgte die Ernennung zum außerplanmäßigen Professor durch den Rektor der Ruhr-Universität Bochum. Von 2000–2002 und 2009–2011 vertrat Ommerborn den Lehrstuhl für Politik Ostasiens an der Ruhr-Universität Bochum. Außerdem übernahm er im Jahr 2008 eine Gastprofessur an der Philosophischen Fakultät der East China Normal University in Shanghai.
Ommerborn arbeitete in verschiedenen Forschungsprojekten mit, darunter Das Buch Mengzi im Kontext der Menschenrechtsfrage (Fritz Thyssen Stiftung) und Dynamiken der Religionsgeschichte zwischen Asien und Europa (Käte-Hamburger-Kolleg). Seine Forschungsschwerpunkte sind die chinesische Philosophie und politisches Denken in China. Er beschäftigte sich besonders mit dem Neokonfuzianismus.
Ommerborn veröffentlichte neben seinen wissenschaftlichen Publikationen auch Romane mit Bezug zur chinesischen Kultur und Geschichte.

## Veröffentlichungen (Auswahl)

### Wissenschaftliche Publikationen
- Geistesgeschichtliche Forschung in der VR China. Die gegenwärtige Bewertung des Zhu Xi (1130–1200) und seiner Konzeption von Li und Qi. Studienverlag Brockmeyer, Bochum 1987, ISBN 3-88339-614-1.
- Die Einheit der Welt. Die Qi-Theorie des Neo-Konfuzianers Zhang Zai (1020–1077). Grüner Verlag, Amsterdam/Philadelphia 1996, ISBN 90-6032-344-0.
- Der Traum des Schmetterlings. Taoistische Weisheit. Aus dem Chinesischen übersetzt und herausgegeben von Wolfgang Ommerborn. Benziger Verlag, Düsseldorf/Zürich 2000, ISBN 3-545-20183-X
- als Hrsg. mit Oskar Fahr, Konrad Wegmann: Politisches Denken Chinas in alter und neuer Zeit. Lit Verlag, Münster 2000, ISBN 3-8258-2874-3.
- als Hrsg. mit Heiner Roetz, Konrad Wegmann: Menschenrechte. Rechte und Pflichten in Ost und West. Lit Verlag, Hamburg 2001, ISBN 3-8258-5449-3.
- Philosopher Kings and Sage Kings. Idea of Rulership and its Philosophical Basis in the Political Theories of Plato and Neo-Confucianism, Berlin/Bochum/London/Paris 2006. ISBN 978-3-89966-214-6.
- als Hrsg.: Jinsilu – Aufzeichnungen des Nachdenkens über Naheliegendes. Übersetzung aus dem Chinesischen von Wolfgang Ommerborn. Verlag der Weltreligionen, Frankfurt am Main/Leipzig 2008, ISBN 978-3-458-70009-8.
- mit Gregor Paul, Heiner Roetz: Das Buch Mengzi im Kontext der Menschenrechtsfrage. 2 Bde., Lit Verlag, Münster 2011, ISBN 978-3-643-11154-8.
- Zwischen Sakralem und Säkularem. Bedeutung und Entwicklung religiöser Begriffe und Praktiken in China bis zur Han-Zeit (206 v.u.Z.–220). Projektverlag, Bochum/Freiburg 2012, ISBN 978-3-89733-268-3.
- Die rechte Lehre und die falschen Lehren. Konfuzianische Yuanjiao-Texte aus der Qing-Zeit. Projektverlag, Bochum/Freiburg 2013, ISBN 978-3-89733-279-9.
- Selbstbehauptung im Zeichen der Dialektik der Säkularisierung. Neukonfuzianismus und die Frage nach der Religiosität des Konfuzianismus. Projektverlag, Bochum/Freiburg 2014, ISBN 978-3-89733-343-7.
- Neo-Konfuzianisches Herrscherideal und politische Wirklichkeit in der Südlichen Song-Dynastie (1127–1279). Moral und Macht. Zhu Xis Memoranden aus dem Jahr 1194 und die Politik am Kaiserhof. Projektverlag, Bochum/Freiburg 2020, ISBN 978-3-89733-519-6.
- Konfuzianisches Selbstverständnis und die Rezeption des Konfuzianismus in Europa bis zum Anfang des 20. Jahrhunderts. Projektverlag, Bochum/Freiburg 2021, ISBN 978-3-89733-541-7
- Philosophisches und politisches Denken im Konfuzianismus der Song-Zeit (960–1279). Projektverlag, Bochum/Freiburg 2024, ISBN 978-3-89733-603-2.
- Philosophisches und politisches Denken im Konfuzianismus der Ming-Zeit (1368–1644) und Qing-Zeit (1644–1911). Projektverlag, Bochum/Freiburg 2024, ISBN 978-3-89733-604-9.

### Romane
- Der Untergang der Himmlischen Hauptstadt. Ein Roman zum Taiping-Aufstand in China im 19. Jahrhundert. Europäischer Universitätsverlag, Berlin/Bochum/Paris 2006. ISBN 978-3-89966-167-5
- Zhulingu – Das Bambuswaldtal. Ein Roman zur Philosophie und Kultur des alten China. Europäischer Universitätsverlag, Berlin/Bochum/London/Paris 2006. ISBN 978-3-89966-166-8
- Dunkles Wasser – Heller Mond. Das Leben des Philosophen Li Zhuowu. Roman. Neobooks, Berlin 2022. ISBN 978-3-7549-5605-2
- Der Tote an der Jade-Brücke. Eine Kriminalgeschichte aus dem alten China. Roman. Neobooks, Berlin 2022. ISBN 978-3-7549-6849-9
- Mord im Pavillon der Unsterblichkeit. Eine Kriminalgeschichte aus dem alten China. Roman. Neobooks, Berlin 2023. ISBN 978-3-7575-1410-5
- Die Worte der Weisen. Ein Roman zur Philosophie des Konfuzianismus. Roman. Neobooks, Berlin 2025. ISBN 978-3-8190-9998-4